# Sumner Township (comté de Warren, Illinois)
Pour les articles homonymes, voir Sumner Township.
Sumner Township est un township du comté de Warren dans l'Illinois, aux États-Unis,. En 2010, le township comptait une population de 572 habitants.

## Source de la traduction
- (en) Cet article est partiellement ou en totalité issu de l’article de Wikipédia en anglais intitulé « Sumner Township, Warren County, Illinois » (voir la liste des auteurs).